# O Tripeiro
O Tripeiro é uma revista portuguesa fundada em 1908, tendo o seu primeiro número a data de 1 de Julho.
Esta revista é editada desde 1981 pela Associação Comercial do Porto.
O Tripeiro teve como directores Artur de Magalhães Basto nos anos 50 e Eugénio Eduardo de Andrea da Cunha e Freitas de 1961 a 1973.